# 新美敏
新美敏（日语：／ Niimi Satoshi，1952年8月2日—），日本棒球選手，出生於熊本縣宇土市。1970年夏季甲子園做為大阪府代表隊PL學園高等學校的投手出賽，但敗給神奈川縣代表隊，未能取得優勝而僅獲準優勝投手。之後進入日本職棒，1973年獲日拓Home Flyers（今 日本火腿）第一指名而入隊擔任投手，該年得12勝而獲選太平洋聯盟的新人王，1977年至1987年效力於廣島鯉魚，1987年球季結束後引退，生涯總共獲得35次勝投。